# Замок Ейдон
Замок Ейдон (англ. Aydon Castle) — замок, розташований на півночі Англії в графстві Нортумберленд.

## Історія замку
Замок є чудовим прикладом середньовічного англійського маєтку. Його побудував в 1296 році Роберт де Реймс, багатий торговець з Саффолк. На жаль, місце розташування замку Ейдон робило його вразливим для набігів шотландців, так в 1305 році отримавши відповідний дозвіл, Роберт значно зміцнив замок і оточив його стіною. Однак це не завадило шотландцям двічі захоплювати замок в 1315 і 1346 році. 

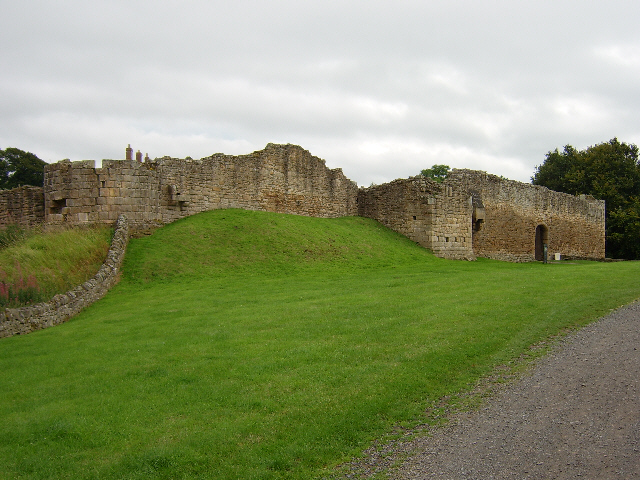
Руїни зовнішньої стіни замку.

У наступні століття власники замку часто змінювалися. Багато з них вважали за краще жити в іншому місці, здаючи Ейдон в оренду. Завдяки цьому маєток зберігся в практично незмінному вигляді. З початку XX століття і до 1966 року в Ейдоні розміщувалася ферма, а потім замок перейшов під опіку держави. 

## Поява в фільмах
У замку знімалися деякі сцени для фільму «Єлизавета» (1998, в ролях Кейт Бланшетт, Джеффрі Раш). 